# عبد القادر الخميري
عبد القادر الخميري (1920 - 3 أكتوبر 1998) لاعب ومدرب كرة قدم مغربي سابق. 
يعتبر صاحب أول هدف في تاريخ نادي الوداد، وذلك بملعب فيليب يوم 15 أكتوبر 1939، وصاحب أول هاتريك للوداد يوم 22 أكتوبر 1939 بملعب العبدي بالجديدة.

## مسيرته
ولد عبد القادر الخميري سنة 1920 بمدينة الدار البيضاء من أبوين ينحدران من قبيلة الزيايدة التابعة لتراب إقليم بنسليمان، بدأ حياته الرياضية في كنف الشارع البيضاوي، حيث كان حبيس الملاعب الصغيرة، قبل أن ينضم سنة 1936 إلى نادي التبغ، وعمل بشركة التبغ، وبعدها تم تأسيس نادي الوداد الرياضي انتقل إليه لمدة أربعة مواسم، حيث حقق معه أول لقب في تاريخ فرع كرة القدم برفع كأس جيل سنة 1940 .
وولج الخميري عالم الاحتراف سنة 1944 رفقة فريق نادي النجم الأحمر الفرنسي حيث لقبه الفرنسيون بمدفع النادي لقوة تسديداته، كما حمل قميص أندية فرنسية أخرى على غرار تولوز، بوردو، كان، قبل أن يعود بعدها إلى الوداد سنة 1949 وحقق معه العديد من الألقاب آنذاك.
وانتقل موسم 1952-1953 إلى نادي وداد تلمسان الجزائري الذي ولج معه عالم التدريب، فكان مدرب ولاعبا به، وحقق الصعود معه إلى القسم الأول حيث سجل حينها 27 هدفا، كما درب اتحاد آسفي وقاده إلى الصعود للقسم الأول.
وكان عبد القادر الخميري لاعبا ومدربا في الوقت نفسه بالنادي القنيطري حيث توج معه بلقب كأس العرش، قبل أن ينتقل لتدريب شباب المحمدية والذي حقق معه كأس العرش موسم 71/72، وكأس المغرب العربي سنة 1973 وكأس العرش 74/75 وكأس الصحراء وكأس الشباب سنة 1976 والبطولة الوطنية موسم 79/80.